# バスタルダ体

パントグラフィアに見られるバスタルダ体

バスタルダ体 (ドイツ語: Bastarda、フランス語: lettre bâtarde、英語: Bastard) は15世紀から16世紀にかけてフランスやドイツで使用されたゴシック体の書体である。バスタルダ体は国家の公式文書などではなく、重要度の低い書物や文書を写本する際の簡略化した文字として開発された。
初期の印刷家は在住する地方の日常言語による印刷をすることが多く、共通語としてのラテン文字を印刷することは稀であった。初期のバスタルダ体はドイツのグーテンベルクにより1454年から1455年にかけて制作された。バスタルダ体のうち主流となったのは主にフランスで使用された書体であり、ジュネーブやアントウェルペン、ロンドンでも使用された。また、主流ではないもののキャクストンが生み出した書体も劣化版としてオランダで流通していた。フランスのバスタルダ体は16世紀中頃まで使用されたが、ドイツでは20世紀半ばまで使用されることになるフラクトゥールが主流となり、使用頻度は下がっていった。
1990年に、イギリスの書体デザイナージョナサン・バーンブルックはバスタルダ体に現代的な改良を加えた書体としてバスタードを生み出した。